# Toni Merkens
Nikolaus Anton "Toni" Merkens, född 21 juni 1912 i Köln, död 20 juni 1944 i Bad Wildbad, var en tysk tävlingscyklist.
Merkens blev olympisk guldmedaljör i sprint vid sommarspelen 1936 i Berlin.

## Andra världskriget
Merkens blev inkallad till militärtjänst 1942. Merkens dödades under andra världskriget i strid på östfronten. Han träffades mellan hjärtat och lungorna av bombsplitter och dog på ett sjukhus i Bad Wildbad efter att ha blivit sjuk av hjärnhinneinflammation.

## Åminnelse

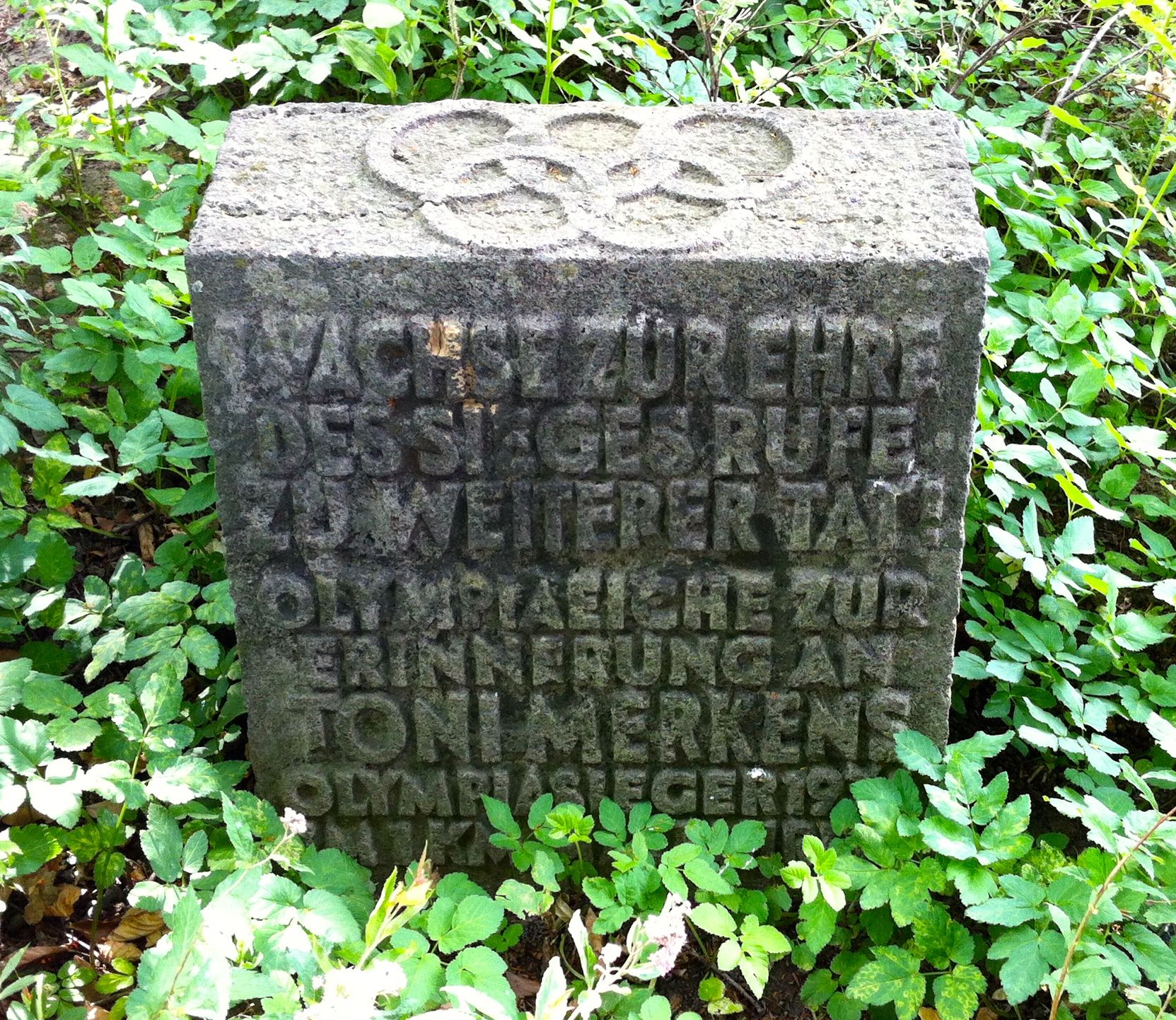
Minnessten vid velodromen i Köln.

Vägen mellan Münchens Olympiastadion och velodromen i Münchens olympiapark är uppkallad efter Merkens och har fått namnet Toni-Merkens-Weg (Toni Merkens väg). En minnessten restes 1948 vid velodromen i Köln.